# Al Santos
Alfredo Luis Santos (New York, 13 luglio 1976) è un attore e modello statunitense.

## Biografia
Nato a New York, ha origini portoghesi e irlandesi. Ha studiato al Hunter College di Manhattan, originariamente intenzionato a studiare medicina. Ha iniziato lavorando come modello per l'agenzia Ford Models, comparendo in campagne pubblicitarie per Valentino, Armani, Versace e Abercrombie & Fitch.
Debutta come attore in due episodi di Nash Bridges, in seguito si fa notare nella sit-com, inedita in Italia, Grosse Pointe. Nel 2003 partecipa al film horror Jeepers Creepers 2, mentre nel 2007 ottiene un piccolo ruolo nel film di Ridley Scott American Gangster. Nel 2008 recita nel film Killer Movie, presentato al Tribeca Film Festival.

## Filmografia parziale
- Jeepers Creepers 2 - Il canto del diavolo 2 (Jeepers Creepers II), regia di Victor Salva (2003)
- Killer Movie, regia di Jeff Fisher (2008)

## Doppiatori italiani
Nelle versioni in italiano delle opere in cui ha recitato, Al Santos è stato doppiato da:
- Stefano Billi in CSI: NY